# Benedicta Henrietta av Pfalz-Simmern
Benedicta Henrietta av Pfalz-Simmern, född 1652, död 1730, var hertiginna av Braunschweig-Lüneburg som gift med hertig Johan Fredrik av Braunschweig-Lüneburg.

## Biografi
Benedicta Henrietta var dotter till prins Edvard av Pfalz-Simmern och Anna Gonzaga: hennes far hade konverterat till katolicismen före sitt giftermål, och hon och hennes systrar uppfostrades till katoliker i Paris. Hon gifte sig med Johan Fredrik av Braunschweig-Lüneburg, som 1651 hade konverterat till katolicismen, den 30 november 1668 i Hannover.
Benedicta Henrietta anses vara ansvarig för en kulturblomstring av barocken i Hannover. Vid bröllopet hade operan L'Adelaide av kompositören Antonio Sartorio premiär. Hon medförde ett franskt hov och lät utbilda musiker i den franska stilen, bland dem sångerskan Anne Sophie Bonne. Hon gynnade även den italienska operan i Hannover. Hon var själv gitarrist och ägnade sig åt läsning. Hon korresponderade även med Leibniz.
Efter makens död 1679 lämnade Benedicta Henrietta Tyskland. Hon besökte först sin kusin Elisabet Charlotta av Pfalz vid det franska hovet och bodde en tid hos sin dotter Charlotte av Braunschweig-Lüneburg vid hovet i Modena. Slutligen bosatte hon sig hos sin syster Anne av Pfalz-Simmern i Paris.